# ヤン・スエ
ヤン・スー（楊斯, Yang Sze, 1946年7月3日 - ）は、香港のボディビルダー・俳優。別名はボロ・ヤン（Bolo Yeung ）。
息子のジェフリー・ヤンもボディビルダー。2014年現在はアメリカ合衆国在住。

## 来歴
広東省出身。香港ボディビル・チャンピオンの実績を持ち、当地でボディビルの大会も主催していた。中国本土からの難民だったが、香港へは一人で海を泳いで来たという。映画『燃えよドラゴン』でボロ役を演じ、日本国外ではボロ・ヤンという通称でも知られている。
千葉真一主演の日本・香港・タイ王国3か国合作映画『激殺! 邪道拳』 (1977年) では、俳優と映画スタッフを兼務して原案を担当するなど、多才な一面を見せている。
映画『ダブル・インパクト』、『ブラッド･スポーツ』に出演。刑事ドラマ『Gメン'75』などから日本では悪役のイメージが強いが、近年では正義のヒーロー的な役どころが多くなっている。

## エピソード
日本からの刑事ドラマ『Gメン'75』出演オファーは、旧知の仲である倉田保昭の誘いによるもの。日本語が全く分からないため、日本での撮影中は通訳も兼ねていた倉田の後をついて歩いていた。香港でのロケはスエの手配によってスムーズに進み、Gメンのスタッフはスエの現地での実力を痛感したという。
倉田とは『闘え!ドラゴン』に殺し屋として、香港のタイガーバーム・ガーデンで死闘を演じたのを皮切りに、『Gメン'75』の香港空手シリーズでは、倉田をはじめ、伊吹剛・宮内洋らGメンの宿敵として、スエは複数のエピソードで役名を変えながらゲスト出演。悪の組織（香港チャイニーズコネクション、香港コネクション、香港ギャング、他多数）の用心棒役といえばスエであった。Gメンの晩期エピソードである第319-320話「香港カラテ対北京原人」では金剛拳という口から火を噴く荒業拳法を駆使した。宣伝を兼ねて、TBSの『クイズダービー』に倉田とコンビで賭ける側として出演した時、司会の大橋巨泉から「隣の人はどなたです?」と紹介を促された倉田が「彼は香港の殺し屋です」と役柄のまま紹介し、スエが苦笑いするという場面があった。
役柄や顔付きとは裏腹に非常に温厚かつ誠実な人物であり、役者仲間やスタッフからも信頼されている。
ブルース・リーのソックリさん映画など「B級」と呼ばれる低予算のアクション映画にも数多く出演。香港では『ウィンストン』タバコのCMに出演、「カンフー映画はブルース・リー、タバコはウィンストン!!」というセリフで知られていた。
晩年期のブルース・リーのスパーリングパートナーを勤めた事もあり、リーからジークンドーを伝授されたという逸話もある。

## 出演

### 映画
- 英雄十三傑 (1970年)劇場未公開
- 燃えよドラゴン (1973年)
- 空手ヘラクレス (1973年)
- ザ・カラテ2 (1974年)
- 劇場版 闘え!ドラゴン1 電光石火 (1975年)劇場未公開
- 唐山大兄 續集 (1976年)日本未公開
- 仁義なき遊戯 〜十人の刺客〜 (1977年)劇場未公開
- 激殺! 邪道拳 (1977年) ※原案兼務
- 複製人間ブルース・リー/怒りのスリー・ドラゴン (1977年)劇場未公開
- ブルース・リィの刑事物語 (1978年)劇場未公開
- アムステルダム・コネクション (1978年)劇場未公開
- ツーフィンガー鷹（1979年）
- 冒険活劇 上海エクスプレス（1986年）劇場未公開
- ファイアー・ドラゴン（1986年）
- ブラッド・スポーツ（1987年）劇場未公開
- サモ&ケニー/人質に気をつけろ! (1987年)劇場未公開
- ファイナル・ファイト 最後の一撃 (1989年)
- 炎のマーシャルアーツ (1990年)劇場未公開
- ブルース・リー/マーシャルアーツ・マスター (1990年)テレビ映画
- ダブル・インパクト (1991年)
- タイガークロー (1991年)劇場未公開
- シュートファイター/暗黒ドラゴン伝説 (1992年)劇場未公開
- 未来警察TC2000 (1993年)劇場未公開
- 暗殺者アリヤ (2015年)劇場未公開

### テレビドラマ
- 闘え!ドラゴン（1974年、12CH）
  - 第1話　ドラゴン香港に飛ぶ
  - 第2話　ドラゴンの敵は紫の蛇
- コードナンバー108 7人のリブ (1976年、関西テレビ)
  - 第6話　 クレオパトラの涙
- Gメン'75 (TBS)
  - 第126話　南シナ海の殺し屋
  - 第127話　マカオの殺し屋
  - 第175話　香港カラテ対Gメン
  - 第176話　香港カラテ対GメンPART2
  - 第201話　Gメン対香港カラテ軍団
  - 第202話　Gメン対香港カラテ軍団PART2
  - 第227話　Gメン対香港の人喰い虎
  - 第228話　Gメン対香港の人喰い虎PART2
  - 第267話　Gメン対世界最強の香港カラテ
  - 第268話　Gメン対世界最強の香港カラテPART2
  - 第292話　香港の女カラテ対Gメン
  - 第293話　香港の女カラテ対GメンPART2
  - 第294話　香港の女カラテ対GメンPART3
  - 第319話　香港カラテ対北京原人
  - 第320話　香港カラテ対北京原人PART2
- Gメン'82 (1982年、TBS)
  - 第10話　燃えよ! 香港少林寺
  - 第11話　吼えろ! 香港少林寺
  - 第14話　香港の女必殺拳

## 参照
1. ↑  http://www.geocities.co.jp/Athlete-Sparta/9160/kongouken.html%5B%5D